# Peter Ferdinand av Österrike

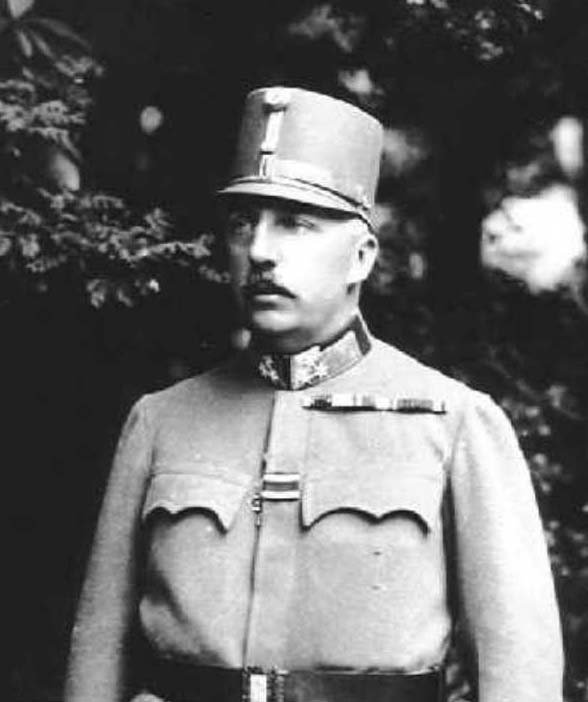
Peter Ferdinand av Österrike

Peter Ferdinand av Österrike Peter Ferdinand Salvator Karl Ludwig Maria Joseph Leopold Anton Rupert Pius Pancraz, född 12 maj 1874, död 8 november 1948, var en österrikisk militär. Han tjänstgjorde i första världskriget. 
Han var son till Ferdinand IV av Toscana och Alice av Bourbon-Parma.
Gift sedan 1900 med Maria Christina av Bourbon-Bägge Sicilierna (1877-1947).

## Barn
- Gottfried av Österrike-Toscana (1902-1984); gift 1938 med Dorothea av Bayern (1920-  )
- Helena (1903-1924); gift 1923 med Philipp Albrecht, hertig av Württemberg (1893-1975)
- Georg av Österrike-Toscana (1905-1952); gift 1936 med Marie Valerie von Waldburg-Zeil-Hohenems (1913-  )
- Rosa (1906-1983); gift 1928 med sin svåger Philipp Albrecht, hertig av Württemberg (1893-1975)